# 王氏丽蛛
王氏丽蛛（学名：Chrysso wangi）为球蛛科丽蛛属的动物。在中国大陆，分布于陕西等地。该物种的模式产地在陕西太白山。